# Brevet de technicien supérieur - Conception de produits industriels
En France, le brevet de technicien supérieur de conception de produits industriels, ou BTS CPI, a pour objectif de former des techniciens en bureau d'études capable de concevoir et de mettre au point des produits industriels dans le domaine de la construction mécanique.
Ce diplôme a été créé en 1986, puis redéfini en 2004. Il est issu de l’ancien brevet de technicien BT bureau d’études (construction mécanique) créé en 1957.

## Description
Le titulaire d'un BTS de conception de produits industriels intervient au premier stade de la production et travaille donc principalement en bureau d'études. Autrefois, le technicien supérieur en conception de produits industriels travaillait sur une planche à dessin. Ensuite, les outils de DAO (dessin assisté par ordinateur) sont apparus, facilitant le travail du dessinateur et l'archivage des plans industriels. Depuis les années 1990, la CAO (conception assistée par ordinateur) s'est généralisée à l'ensemble des bureaux d'études : bien plus qu'un outil d'aide à la représentation de solutions techniques, les outils numériques permettent de faire un véritable travail de conception en 3D, travail du dessinateur-projeteur.

## Formation

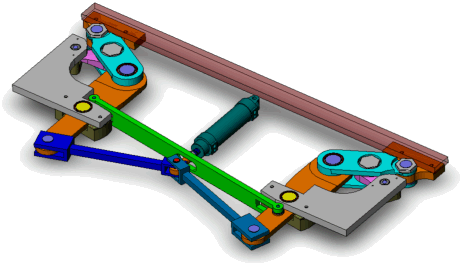
Exemple de maquette 3D : nez de marche d'un bus.

La formation de BTS CPI peut prendre de multiples formes :
- en formation initiale, en lycée ;
- en formation initiale, par alternance ;
- en formation initiale, par correspondance avec le Cned ;
- en formation continue dans un Greta ;
- dans le cadre d'une VAE (validation des acquis par l'expérience).

### En formation initiale
En formation initiale, la préparation au BTS en conception de produits industriels dure deux ans. Elle est validée par l'obtention d'un brevet de technicien supérieur.
En 1re année, l'accent est porté sur la formation scientifique et technologique de base, complétée par un stage industriel qui permet, en six semaines, de :
- mieux connaître l’entreprise ;
- intégrer une équipe de travail ;
- appréhender les contraintes industrielles ;
- savoir gérer son temps, planifier son travail.

En 2e année, en plus du complément de formation théorique dans toutes les disciplines, les étudiants, par groupe de deux à quatre, participent à une étude de conception en partenariat avec une entreprise industrielle.

### Prérequis
Comme tous les BTS, le BTS CPI est ouvert à tous ceux ayant un baccalauréat ou baccalauréat professionnel, ou bien ayant échoué à ces diplômes sur validation de la commission d'admission. Toutefois, du fait des matières enseignées, la grande majorité des étudiants sont titulaires :
- d'un bac pro EDPI (Étude et Définition de Produits Industriels) ;
- d'un bac STI2D ITEC (Sciences et Technologies de l'Industrie et du Développement Durable spécialité Innovation Technologique et Eco-Conception ) ;
- d'un bac S-SI (bac S série Sciences de l'Ingénieur) ;
- éventuellement d'un autre baccalauréat STI2D ou professionnel à forte composante mécanique et communication technique, par exemple bac pro TU (technicien d'usinage).

### Matières enseignées
Les matières principales portent sur la conception et l'étude du comportement des systèmes. Cela fait appel aux « disciplines de base » suivantes :
- dessin technique, communication technique, à la main et sur ordinateur (DAO, modélisation 3D), cotation ;
- mécanique du solide : théorie des mécanismes, cinématique, dynamique,  statique, résistance des matériaux, avec utilisation des méthodes informatiques ;
- motorisation des systèmes : électrotechnique ;
- rédaction et décryptage d'un cahier des charges, recherche de solutions technologiques : analyse fonctionnelle, planification, …
- construction : culture technologique, connaissance des solutions typiques — essentiellement actionneurs (vérins, moteurs, ressorts, …) —, transmission (engrenage, par chaîne, par courroie) et guidage (roulements, glissières, rotules, …), leurs avantages, leurs inconvénients, leur mise en œuvre, matériaux.

L'enseignement « général » comporte du français, de l'anglais et des mathématiques.
Extrait du référentiel annexé au décret :
- S1. Français
- S2. Anglais
- S3. Mathématiques
- S4. Physique appliquée
  - S 41 : Régimes transitoires électrique et mécanique.
  - S 42 : Régimes périodiques.
  - S 43 : Régimes sinusoïdaux.
  - S 44 : Capteurs : principe et mode de transduction.
  - S 45 : Machines électriques : principes et caractéristiques.
- S5. Électrotechnique – Motorisation des systèmes
  - S51 Conception de produits utilisant l’énergie électrique
  - S52 Sécurité des personnes et des biens
  - S53 Choix des actionneurs, des motorisations
  - S54 Choix des capteurs
  - S55 Les outils de représentation normalisée
  - S56 Les régimes de fonctionnement
- S6. Comportement des systèmes techniques
  - S61 Cinématique
  - S62 Modélisation des actions mécaniques
  - S63 Statique
  - S64 Mécanique des fluides
  - S65 Dynamique, Énergétique
  - S66 Résistance des matériaux, Élasticité
- S7. Construction des systèmes techniques
  - S71 Analyse fonctionnelle
  - S72 Étude des solutions constructives associées aux liaisons
  - S73 Étude des composants mécaniques de transmission
  - S74 Étude des composants de conversion d’énergie
  - S75 Ergonomie et sûreté des produits
  - S76 Relation produit, matériau, procédé
  - S77 Spécification de produits
  - S78 Organisation et suivi d’un projet
- S8. Industrialisation des produits
  - S81 L’entreprise industrielle
  - S82 La relation conception, industrialisation, production, contrôle
  - S83 Les procédés d’obtention des produits
- S9. Représentation d’un produit technique
  - S91 Outils à développer en phase recherche de solutions
  - S92 Utilisation de modeleurs volumiques pour l'obtention de modèles 3D en phase d'étude
  - S93 Fonctionnalités des modeleurs utiles en phase exploitation

## Métier de technicien de bureau d’études
Le métier de technicien de bureau d’études consiste à concevoir de nouveaux produits ou à modifier des produits existants. Pour cela, trois étapes sont nécessaires :
- expliciter le besoin du client en formalisant tout ou partie d’un cahier des charges ;
- rechercher et choisir des solutions, puis réaliser des avant-projets de solutions ;
- valider une solution d’ensemble : optimiser la relation produit/matériau/procédé afin de spécifier tout ou partie des pièces fabriquées (aspect dimensionnel et géométrique).

Ce métier s’exerce dans les grandes entreprises, sous l’autorité d’un responsable d’études. Il exige bien plus d’autonomie dans les PME-PMI.
Dans le cadre de son métier, le technicien travaillant en bureau d’études :
- dialogue avec les spécialistes des technologies utilisées lors de l'analyse d'une situation donnée ;
- organise selon un cahier des charges la recherche de solutions techniques et propose un projet ;
- définit de manière rigoureuse les produits créés et participe à leur industrialisation ;
- participe au montage, à la mise en service et à la maintenance des mécanismes étudiés ;
- s’inscrit dans une démarche de qualité, ce qui lui impose de considérer la vie des produits dans son ensemble : de leur conception à leur recyclage.

Le technicien supérieur en Conception de Produits Industriels doit faire preuve de curiosité technique, d’imagination, de créativité, d’autonomie, d’écoute de l’autre, d’esprit d’initiative et de rigueur.